# هتل مریتون گرند تالین
هتل مریتون گرند تالین (انگلیسی: Meriton Grand Hotel Tallinn) یک هتل چهار ستاره در تالین، استونی است که در غرب کلیسای جامع الکساندر نوسکی واقع شده.
این هتل که در سال ۱۹۹۹ افتتاح شده دارای ۴۶۵ اتاق که شامل ۱۵۷ اتاق «کلاسیک»، ۲۸۰ اتاق استاندارد، ۱۲ اتاق سه تخته، ۱۳ سوئیت کوچک، ۲ سوئیت با سونا و سوئیت بزرگ با سونا و جکوزی است.